# Кастрокальбон
Кастрокальбон (ісп. Castrocalbón) — муніципалітет в Іспанії, у складі автономної спільноти Кастилія-і-Леон, у провінції Леон. Населення — 1081 особа (2010).
Муніципалітет розташований на відстані близько 270 км на північний захід від Мадрида, 55 км на південний захід від Леона.
На території муніципалітету розташовані такі населені пункти: (дані про населення за 2010 рік):
- Кальсада-де-ла-Вальдерія: 101 особа
- Кастрокальбон: 680 осіб
- Фелечарес-де-ла-Вальдерія: 173 особи
- Сан-Фелікс-де-ла-Вальдерія: 127 осіб

## Демографія
Динаміка населення (INE ):